# Brighton (Tennessee)
Brighton é uma cidade  localizada no estado norte-americano de Tennessee, no Condado de Tipton.

## Demografia
Segundo o censo norte-americano de 2000, a sua população era de 1719 habitantes. 
Em 2006, foi estimada uma população de 2526, um aumento de 807 (46.9%).

## Geografia
De acordo com o United States Census Bureau tem uma área de 
7,1 km², dos quais 7,1 km² cobertos por terra e 0,0 km² cobertos por água. Brighton localiza-se a aproximadamente 104 m acima do nível do mar.

## Localidades na vizinhança
O diagrama seguinte representa as localidades num raio de 12 km ao redor de Brighton. 